# Élection présidentielle rwandaise de 2017
L'élection présidentielle rwandaise de 2017 a lieu le 4 août 2017 afin d'élire le président de la république du Rwanda pour un mandat de sept ans.
Le président en exercice Paul Kagame (Front patriotique), à la tête du Rwanda depuis 1994 et grand favori du scrutin, est réélu avec 98,7 % des voix, face à deux autres candidats.

## Contexte
Le Rwanda n'est généralement pas considéré comme une démocratie. L'ONG Freedom House le décrit comme « l'un des pays les plus répressifs en Afrique », et note que la possibilité pour les citoyens de s'exprimer librement est de plus en plus restreinte en amont de l'élection. Ian Birrell pour le Guardian en 2016 décrit le Rwanda de Paul Kagame comme un État « totalitaire » et un « État policier » où un réseau d'informateurs empêchent toute liberté d'expression ; Marc Sommers pour le New York Times décrit un régime qui se maintient par la force, réprimant les médias indépendants et les mouvements politiques d'opposition. L'élection présidentielle précédente, en 2010, avait été dénoncée par Amnesty International et Human Rights Watch pour le climat d'intimidation, de peur et de répression exercé par les autorités, pour la fermeture de médias d'opposition, ainsi que pour l'assassinat de plusieurs journalistes et personnalités d'opposition,. Les partis d'opposition n'avaient pas été autorisés à présenter de candidats à l'élection,,.

## Système électoral
Le président de la république du Rwanda est élu au scrutin uninominal majoritaire à un tour pour un mandat de sept ans renouvelable une seule fois. Est élu le candidat qui obtient la majorité relative des suffrages,.
Une révision constitutionnelle adoptée par référendum en décembre 2015 a ramené la durée du mandat de sept à cinq ans. La révision ne s'applique cependant qu'après un dernier mandat transitoire de sept ans, de 2017 à 2024, après quoi les mandats seront de cinq ans. La limite du nombre de mandat est par ailleurs remise à zéro, les septennats effectués avant 2024 ne comptant pas dans le décompte des mandats présidentiels suivants.

## Partis politiques et candidats
Paul Kagame, du Front patriotique rwandais (FPR), est « l'homme fort du Rwanda » depuis 1994 - sans élections jusqu'en 2003, puis en remportant les élections présidentielles de 2003 et de 2010. La Constitution interdisant à un président d'exercer plus de deux mandats, il la fait amender en 2015, s'autorisant à briguer un troisième mandat de sept ans en 2017, puis s'il le souhaite deux mandats supplémentaires de cinq ans (de 2024 à 2034). Il confirme fin 2015 qu'il se porte candidat pour l'élection présidentielle de 2017, déclarant se plier ainsi à la volonté populaire.
Les autres partis politiques représentés au Parlement « n'exercent pas le rôle d'une opposition politique », et soutiennent le gouvernement Kagame.
Le Parti vert démocratique du Rwanda (PVDR), décrit comme « minuscule », est le « seul parti politique d'opposition », et ne dispose d'aucun siège au Parlement. Il est dirigé par Frank Habineza,,. Le Parti vert, écologiste, appelle à plus de démocratie, au respect des droits de l'homme, à une réforme du système éducatif et au développement d'une économie soutenable sur le plan environnemental. En mars 2017, le parti investit son dirigeant Frank Habineza comme candidat à la présidentielle. Le parti n'avait toutefois pas été autorisé à participer aux élections précédentes.
La liste des candidats autorisés à concourir au scrutin est dévoilée le 7 juillet par la Commission électorale nationale (NEC). À la candidature de Paul Kagame s'ajoutent celles de Frank Habineza du PVDR et de Philippe Mpayimana, ancien journaliste et candidat indépendant. C'est la première fois de l'histoire du pays qu'un parti d'opposition est autorisé à participer à une élection présidentielle. La candidature de la militante féministe Diane Rwigara est finalement invalidée après une campagne d'intimidation à son encontre.

## Résultats
| Candidat                  | Candidat                  | Parti                     | Voix      | %     |
| ------------------------- | ------------------------- | ------------------------- | --------- | ----- |
|                           | Paul Kagame               | FPR                       | 6 675 472 | 98,79 |
|                           | Philippe Mpayimana        | Indépendant               | 49 031    | 0,73  |
|                           | Frank Habineza            | PVDR                      | 32 701    | 0,48  |
|                           |                           |                           |           |       |
| Votes valides             | Votes valides             | Votes valides             | 6 757 204 | 99,82 |
| Votes blancs ou invalides | Votes blancs ou invalides | Votes blancs ou invalides | 12 310    | 0,18  |
| Total                     | Total                     | Total                     | 6 769 214 | 100   |
| Abstentions               | Abstentions               | Abstentions               | 127 862   | 1,85  |
| Inscrits/Participation    | Inscrits/Participation    | Inscrits/Participation    | 6 897 076 | 98,15 |